# Roche-d'Or
Roche-d'Or (föråldrat tyskt namn: Goldenfels) är en ort i kommunen Haute-Ajoie i kantonen Jura i Schweiz. Den ligger cirka 29,5 kilometer väster om Delémont, nära gränsen till Frankrike. Orten har cirka 49 invånare (2020).
Orten var före den 1 januari 2009 en egen kommun, men slogs då samman med kommunerna Chevenez, Damvant och Réclère till den nya kommunen Haute-Ajoie.